# Бостонський симфонічний оркестр
42°20′34″ пн. ш. 71°05′08″ зх. д. / 42.34282222° пн. ш. 71.08566944° зх. д.
Бостонський симфонічний оркестр (англ. Boston Symphony Orchestra) — один із провідних оркестрів США. Базується в Бостоні. Заснований в 1881 г. на кошти мецената Чі Генрі Хіггінсона. Традиційно належить до «Великої П'ятірки» оркестрів США.
Особливістю Бостонського оркестру є його своєрідна подвійна структура: разом з основним оркестром існує (з 1885 року) Бостонський оркестр популярної музики, що виконує легший репертуар, хоча й складається здебільшого з тих же музикантів (за винятком найзначніших і високооплачуваніших «перших пультів»), а на початку (до 1930 року) ще й керував ним той же головний диригент, — ця подвійність пов'язана з бажанням засновника оркестру Хіггінсона пропагувати легку оркестрову музику. Таку структуру пізніше запозичили інші американські оркестри.
Розквіт Бостонського симфонічного оркестру зв'язаний насамперед з 25-літньою роботою під керівництвом Сергія Кусевицького, який популяризував оркестру завдяки численним концертам по радіо, роботі над збагаченням репертуару, у тому числі замовляючи музики видатним композиторам-сучасникам. Так, за замовленням Бостонського оркестру були написані 4-а симфонія Прокоф'єва (до 50-річчя оркестру) і «Симфонія псалмів» І.Стравінського. Ця традиція збереглася й надалі: на відзначення круглих дат в історії оркестру та з інших приводів спеціально для нього писали Анрі Дютийє, Анджей Пануфнік, Елліот Картер, Джон Корільяно та інші.

## Керівники оркестру
| 1881—1884         | Джордж Хеншель     |
| 1884—1889         | Вільгельм Геріке   |
| 1889—1893         | Артур Нікіш        |
| 1893—1898         | Еміль Паур         |
| 1898—1906         | Вільгельм Геріке   |
| 1906—1908         | Карл Мук           |
| 1908—1912         | Макс Фідлер        |
| 1912—1918         | Карл Мук           |
| 1918—1919         | Анрі Рабо          |
| 1919—1924         | П'єр Монте         |
| 1924—1949         | Сергій Кусевицький |
| 1949—1962         | Шарль Мюнш         |
| 1962—1969         | Еріх Лайнсдорф     |
| 1969—1972         | Вільям Стейнберг   |
| 1973—2002         | Сейдзі Одзава      |
| 2004—2011         | Джеймс Лівайн      |
| 2013— до сьогодні | Андріс Нельсонс    |